# Ruthny Mathurin
Ruthny Mathurin (* 14. Januar 2001 in Port-au-Prince) ist eine haitianische Fußballspielerin.

## Karriere

### Klub
Nachdem sie in ihrer Heimat bis Sommer 2021 bei der AS Tigresses aktiv gewesen war, wechselte sie zum Studieren in die USA, wo sie für die Louisiana Ragin' Cajuns kickte. Seit Sommer 2023 ist sie Teil der Mannschaft der Mississippi State Bulldogs.

### Nationalmannschaft
Mit der haitianischen U17 nahm sie an der CONCACAF Meisterschaft 2018 teil. Im selben Jahr nahm sie mit der U20 auch an deren CONCACAF Meisterschaft in diesem Jahr teil. Später war sie mit ihrer Mannschaft auch bei der Weltmeisterschaft 2018 aktiv.
Im Jahr 2019 hatte sie auch ihr Debüt in der A-Nationalmannschaft. Dort war sie zuerst in Partien der Qualifikation für das Olympiaturnier der Spiele 2020 aktiv. Nach einem weiteren Freundschaftsspiel war sie bei der CONCACAF W Championship 2022 dabei. Durch die Platzierung in dem Turnier war sie mit ihrer Mannschaft bei dem Playoff-Turnier um die Qualifikation zur Weltmeisterschaft 2023 dabei. Hier war sie in dem Spiel gegen den Senegal aktiv und erreichte am Ende die erstmalige Qualifikation für eine WM mit ihrer Mannschaft.
Sie wurde auch für den finalen Kader bei der Weltmeisterschaft 2023 nominiert. Dort erhielt sie bei dem ersten Spiel gegen England ihr WM-Debüt.